# 北海道女満別高等学校
北海道女満別高等学校（ほっかいどうめまんべつこうとうがっこう、Hokkaido Memanbetsu High School）は、北海道網走郡大空町（旧女満別町）にあった公立（道立）の高等学校である。全日制普通科。

## 沿革
- 1951年 - 北海道美幌高等学校女満別分校として開校。
- 1952年 - 北海道女満別高等学校と改称して独立。
- 1981年 - 道立に移管。
- 2012年 - 野球部が第84回選抜高等学校野球大会の21世紀枠に選出され、春夏通じて甲子園初出場。
- 2021年 - 大空町内のもう一つの高校北海道東藻琴高等学校と統合し、町立に移管のうえ全日制総合学科の北海道大空高等学校となる[2]。